# أسامة كشمولة
أسامة يوسف كشمولة هو ثاني محافظ لمدينة الموصل بعد الاحتلال الأمريكي للعراق وسقوط حكومة صدام حسين، عُيّن محافظاً سنة 2004، واغتيل في نفس العام بتاريخ 14 تموز/يوليو 2004 بهجوم مسلح نفذه مجهولون غربي الموصل. وهو خريج كلية الزراعة، وتولى حكم منصب المحافظ مكانة ابن عمه دريد كشمولة.